# Юстінас Марцінкявічюс
Юстінас Марцінкявічюс (лит. Justinas Marcinkevičius; 10 березня 1930, Важаткеміс, Пренайський район, Литва — 16 лютого 2011, Вільнюс) — видатний литовський поет, драматург, журналіст, есеїст, перекладач.
Автор повного перекладу литовською мовою естонського епосу «Калевіпоеґ» та фінського епосу «Калевала».
Автор преамбули до Конституції Литви після звільнення від совєцької окупації.

## Біографія
1949 закінчив сільську школу в Важаткеміс. 1954 — Вільнюський університет. Працював у редакціях журналів «Ґеніс» (Дятел), «Пярґале» (Перемога).
Перші вірші надрукував 1953, дебют був удалим. Автор поем «Кров і попіл» (1959), «Донелайтіс» (1963), «Стіна» (1965), «Міндауґас» (1968), «Собор» (1971), а також поетичної драми «Мажвідас» (1977) про родоначальника писемної литовської літератури Мартінаса Мажвідаса. Також писав ліричні твори та прозу («Сосна сміялася»).
З кінця 1980-х — у політичний боротьбі за відновлення державної самостійності Литви, один із керівники руху «Саюдіс».

## Марцінкявічюс і Україна
Твори Марцінкявічюса охоче перекладали українською мовою в часи совєцької окупації — переважно на принципах паритету (серед перекладених литовською мовою поетів Марцінкявічюсом — Володимир Сосюра, Павло Воронько, Андрій Малишко). Серед перекладачів Марцінкявічюса — Володимир Коломієць, Дмитро Павличко, Олександр Мокровольський, Дмитро Чередниченко, Віктор Кордун, Степан Литвин, Роман Лубківський, Іван Драч, Павло Мовчан, Юлія Ільїна, Володимир Затуливітер, Петро Марусик, Олесь Лупій, Борислав Степанюк.
Валентин Бичко переклав епічний твір Марцінкявічюса «Міндаугас» (1977).
Стаття про поета і його фотопортрет міститься у третьому томі Української літературної енциклопедії (1995). Він є автором вірша-присвяти Тарасу Шевченку «Народження поета» (1954).
Серед українських видань:
- Сосна сміялась. Київ, 1963.
- Юстінас Марцінкявічюс. Поезії. Київ, видавництво «Дніпро», 1981 (передмова Павла Мовчана).

Також у Київському театрі поезії 1984 поставлено поему «Кров і попіл».